# هلگه گوستافسون
هلگه گوستافسون (انگلیسی: Helge Gustafsson؛ ۱۶ ژانویه ۱۹۰۰ – ۵ اکتبر ۱۹۸۱) ژیمناست هنری اهل سوئد بود.
وی در مسابقات کشوری و بین‌المللی در مجموع برندهٔ ۱ مدال طلا شده‌است.